# نظرية الخلايا الشمسية
تهتم نظرية الخلايا الشمسية في شرح العملية التي يتم من خلالها تحويل الطاقة الضوئية المختزلة في الفوتونات إلى تيار كهربائي عندما تعبر الفوتونات عنصرًا من أشباه الموصلات . و تستخدم هذه النظرية في التطبيقات العملية لتوقع الحدود التقريبة للخلية الشمسية, وأيضًا تعطي نظرة مجملة حول الظواهر التي تتسبب في فقد الطاقة وقلةِ الكفاءة.